# Eria pseudostellata
Eria pseudostellata är en orkidéart som beskrevs av Rudolf Schlechter. Eria pseudostellata ingår i släktet Eria och familjen orkidéer. Inga underarter finns listade i Catalogue of Life.